# 北投庄
（日语：／ Hokutō shō）為臺灣日治時期1920至1940年間存在之行政區，屬台北州七星郡管轄，在1940年升格為「北投街」。約為現今臺北市北投區。

## 行政區劃
北投之地名首度出現於18世紀，為漢人開墾於台灣台北北部；今台北市北投地區的聚落，其中北投即為平埔族語女巫之意。北投地區在清治時期及日治時期初期屬芝蘭二堡的庄，在1895年6月隸屬「臺北縣直轄」，在1897年7月1日隸屬「士林辨務署」。1898年6月28日，士林辨務署被併為「臺北辨務署士林支署」。1901年11月11日，臺灣的行政區劃改為二十廳，北投地區隸屬「臺北廳士林支廳」。1901年12月17日，臺北廳劃分為39個區，北投地區劃為「第13區」。1904年4月1日，芝蘭二堡實施街庄整併。1906年1月1日，臺北廳改設置以地名稱呼的28個區，北投地區劃為「北投區」。此時的街庄如下：
- 芝蘭二堡：北投庄、唭里岸庄、石牌庄、嗄嘮別庄、頂北投、竹仔湖庄[4]

1920年10月1日，原堡里之行政區廢除，街庄改為大字；前述6庄合併為臺北州七星郡「北投庄」，轄域內分為石牌、唭里岸、北投、頂北投、竹子湖、嗄嘮別等6個大字。1940年6月17日，北投庄升格為「北投街」。
- 頂北投大字下，有「紗帽山」、「山脚」、「十八分」小字名
- 嗄嘮別大字下，有「嗄嘮別」、「關渡」小字名[5]

二戰後，北投街在1946年1月16日改為「北投鎮」，隸屬臺北縣七星區，1947年1月改隸淡水區。1949年8月26日，劃為陽明山管理局轄區，仍稱臺北縣北投鎮。1968年7月1日，成為臺北市「北投區」。1990年3月12日，原屬士林區的洲尾改劃入北投區。
| 1901年 | 1901年                  | 1906年 | 1906年   | 1920年-1940年 | 1920年-1940年 | 1946年 |
| 區     | 街庄                    | 區     | 街庄     | 街庄          | 大字          | 鄉鎮   |
| ------ | ----------------------- | ------ | -------- | ------------- | ------------- | ------ |
| 第13區 | 石牌庄 (部分)           | 北投區 | 石牌庄   | 北投庄        | 石牌          | 北投鎮 |
| 第13區 | 唭里岸庄、石牌庄 (部分) | 北投區 | 唭里岸庄 | 北投庄        | 唭里岸        | 北投鎮 |
| 第13區 | 北投庄                  | 北投區 | 北投庄   | 北投庄        | 北投          | 北投鎮 |
| 第13區 | 北投庄                  | 北投區 | 頂北投庄 | 北投庄        | 頂北投        | 北投鎮 |
| 第13區 | 北投庄                  | 北投區 | 竹仔湖庄 | 北投庄        | 竹子湖        | 北投鎮 |
| 第13區 | 嗄嘮別庄、關渡庄        | 北投區 | 嗄嘮別庄 | 北投庄        | 嗄嘮別        | 北投鎮 |

## 街庄長
| 任數 | 姓名     | 肖像 | 出身 | 就任   | 離任   |
| ---- | -------- | ---- | ---- | ------ | ------ |
| 1    | 潘光楷   |      | 台北 | 1920年 | 1927年 |
| 2    | 桐村純一 |      | 京都 | 1927年 | 1935年 |
| 3    | 平山元助 |      | 廣島 | 1935年 | 1939年 |
| 4    | 室園武   |      | 福岡 | 1939年 | 1940年 |

| 任數 | 姓名   | 肖像 | 出身 | 就任   | 離任   |
| ---- | ------ | ---- | ---- | ------ | ------ |
| 1    | 室園武 |      | 福岡 | 1940年 | 1945年 |

## 北投庄協議會員

### 第一屆
- 民選：吳著祿、李水土、陳進來、陳義楷、潘老終、魏秀欽、陳水池
- 官選：吉武才藏、鳥居嘉造、許紹勳、許德定、周碧、魏本鏢、松田昌嘉

## 設施

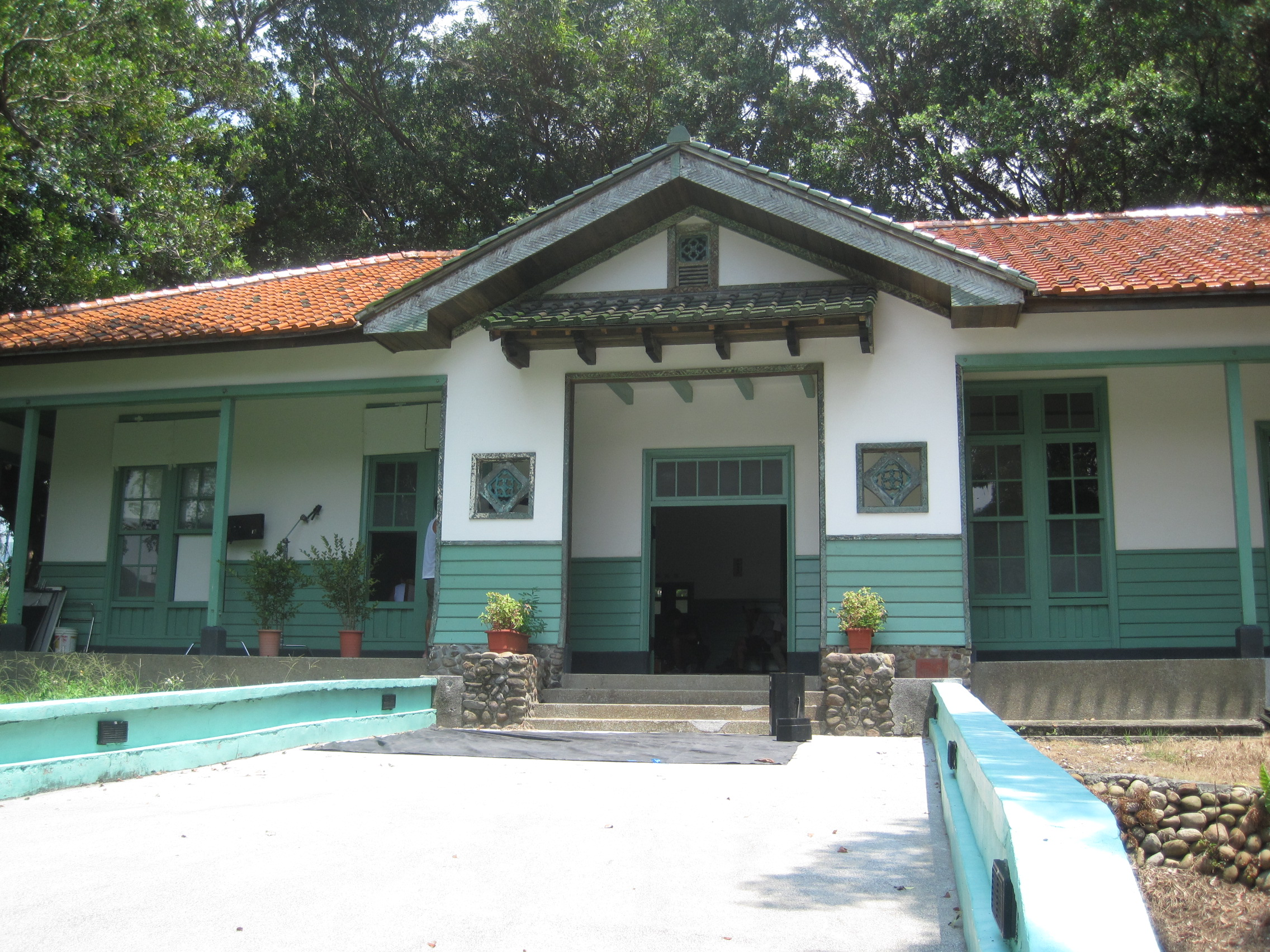
前日軍衛戍醫院北投分院

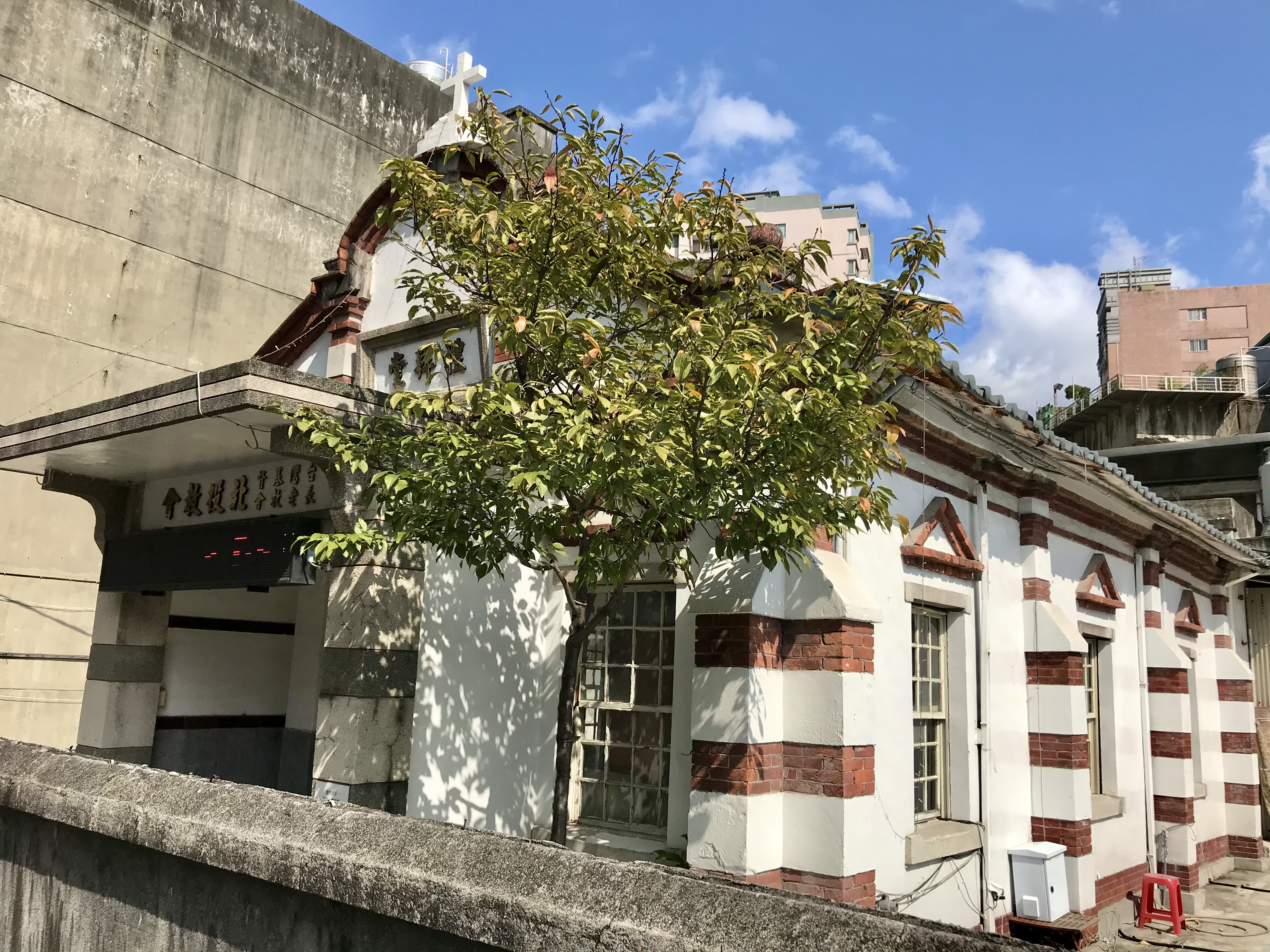
長老教會北投教堂

- 北投街役場
- 北投郵便局
- 臺北陸軍病院北投分院前日軍衛戍醫院北投分院
- 臺北測候所大屯出張所、竹子湖事務所
- 鞍部測候所
- 北投尋常小學校→北投國民學校（今北投國中）
- 北投公學校→七星國民學校（今北投國小）
  - 七星國民學校頂北投分教場（今湖山國小）
- 石牌公學校→石牌國民學校（今石牌國小）
- 關渡公學校→關渡國民學校（今關渡國小）
- 北投信用購買組合（今北投區農會）
- 臺灣電力株式會社北投散宿所
- 北投窯業株式會社
- 臺灣製莚株式會社
- 臺灣運輸株式會社臺北支店
- 巴自動車商會北投出張所
- 北投普濟寺
- 信州善光寺臺灣別院（新北投善光寺）
- 長老教會北投教堂長老教會北投教堂
- 北投真言宗石窟建築群
- 北投慈后宮
- 北投社
- 日本赤十字社北投分區
- 愛國婦人會北投分區

## 交通

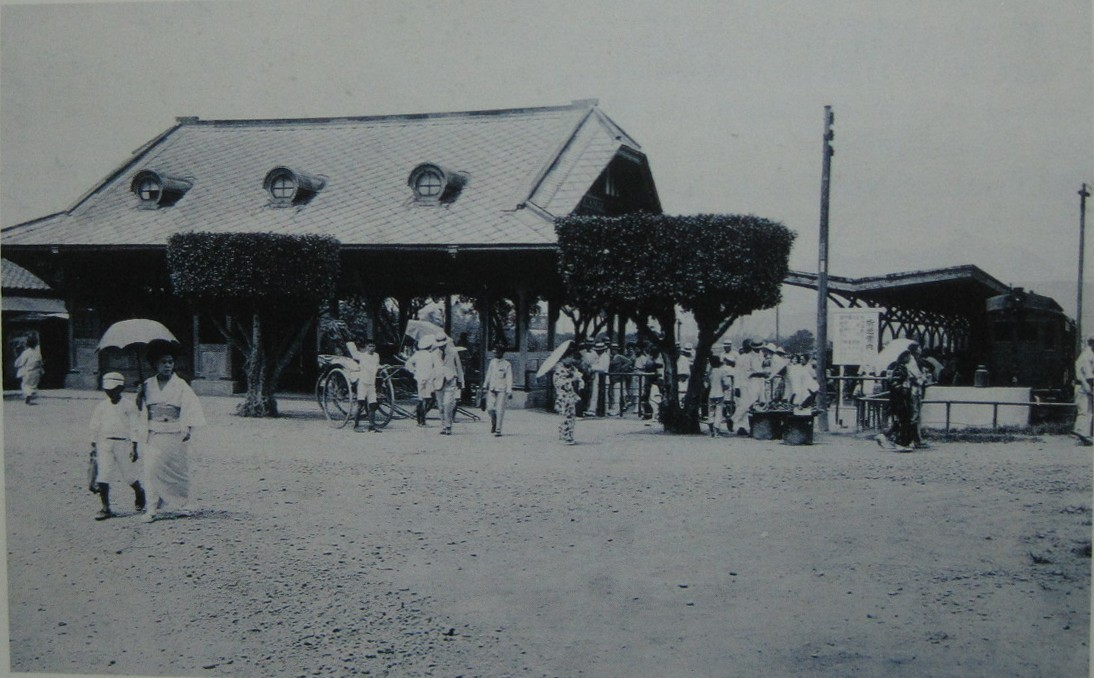
日本時代的新北投車站

- 淡水線：唭里岸驛、北投驛、江頭驛
- 新北投線：新北投驛日本時代的新北投車站

## 名勝舊跡

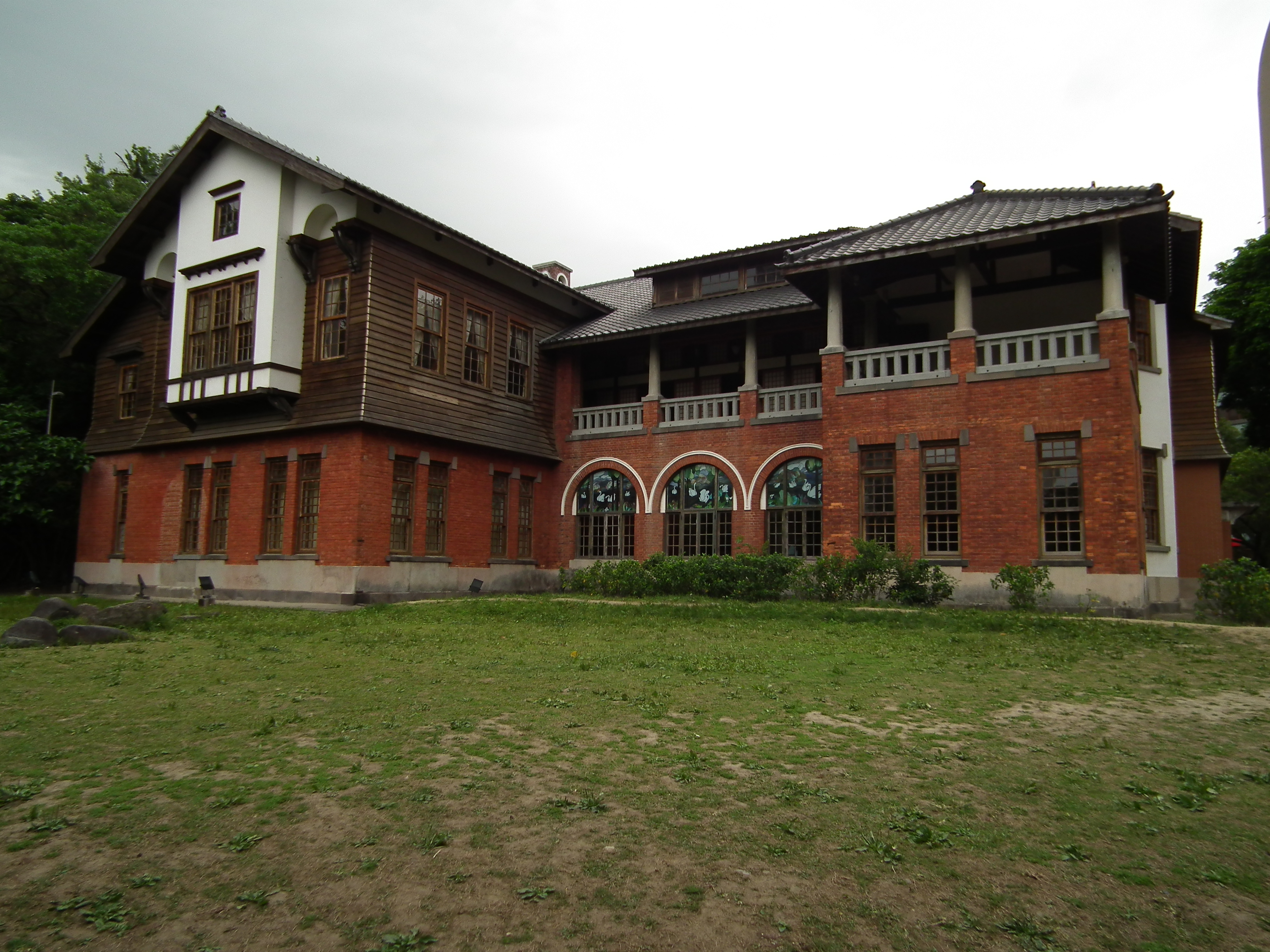
原北投公共浴場

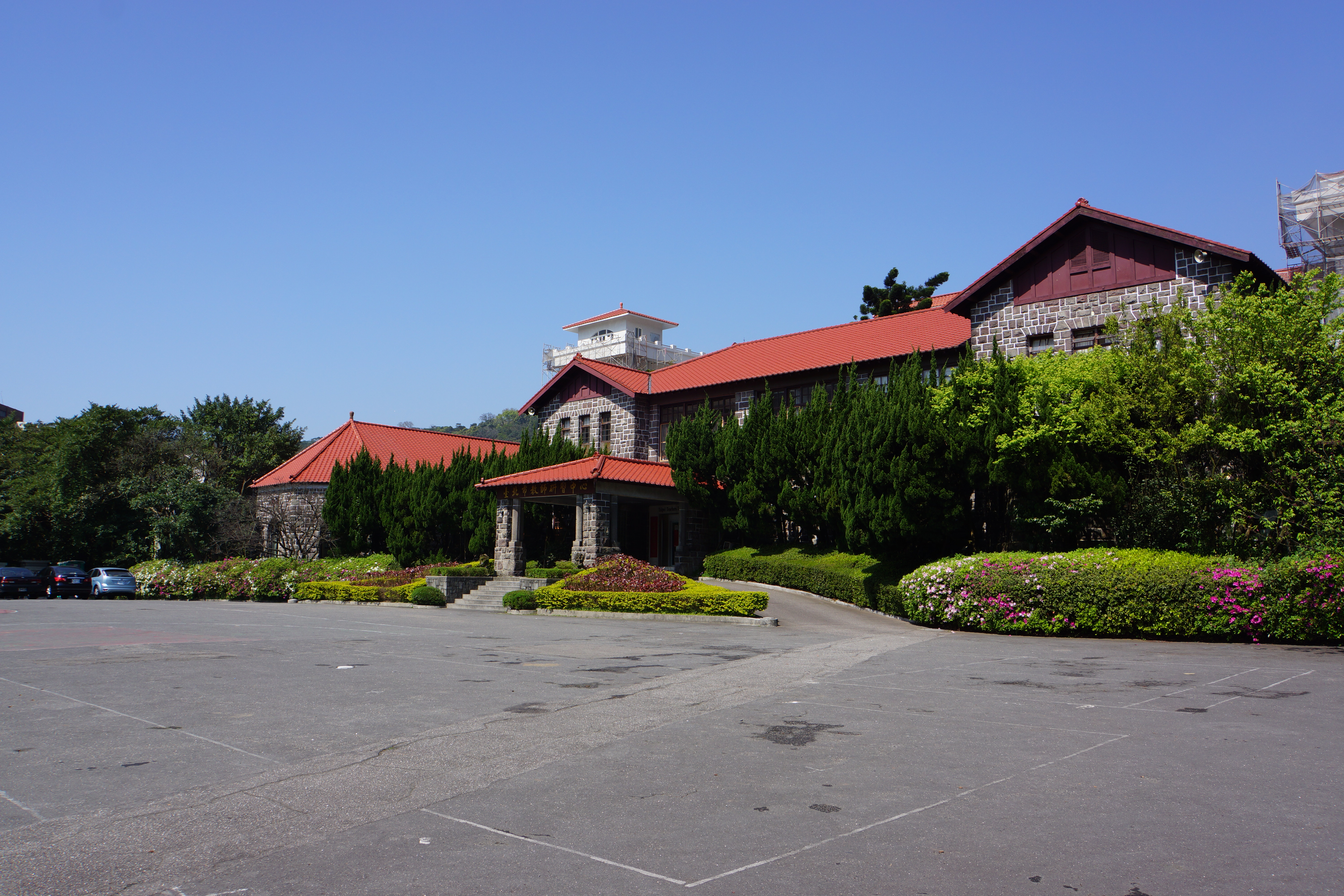
原草山眾樂園

- 北投溫泉
  - 營林所療養所
  - 遞信協會俱樂部
  - 專賣局養氣俱樂部北投別館
  - 新元記念館
  - 臺灣電力株式會社俱樂部
  - 臺灣倉庫株式會社北投療養所
  - 臺灣日日新報社北投靜養所
  - 北投搖光庵（臺灣警察協會療養所）
  - 北投陸軍偕行社浴場
  - 陸軍判任團浴場[7]
- 關渡
- 竹子湖
- 北投水源地、草山水道系統
- 北投泉源地
- 流汽口
- 北投公園
- 北投公共浴場原北投公共浴場
- 草山公共浴場眾樂園原草山眾樂園
- 皇太子殿下行啟紀念碑
- 慈生宮
- 關渡宮
- 皇太子御渡涉飛石
- 民蕃界之碑（石牌漢番界碑）
- 北投石（天然紀念物）[8]